# William Blount
William Blount (n. 26 martie 1749, Windsor⁠(d), Province of North Carolina⁠(d) – d. 21 martie 1800, Knoxville, Tennessee, SUA) a fost un om de stat american, speculator de valori imobiliare (mai ales pământ) și unul din cei 39 de semnatari ai Constituției Statelor Unite ale Americii la Convenția Constituțională din anul 1787 din Philadelphia.
Membru al delegației la Întrunirea Constituțională din 1787, din partea statului Carolina de Nord, William Blount a depus eforturi semnificative pentru convingerea locuitorilor coloniei (ulterior statului său) de importanța aderării la Uniune. Mai târziu, a fost singurul guvernator al Teritoriului de Sud-Vest, jucând un rol esențial în aderarea acestuia la Uniune sub numele de Statul Tennessee. Ulterior, a devenit unul din cei doi senatori ai statului Tennessee în Senatul Statelor Unite ale Americii, în anul 1796.